# Koulikoro
Koulikoro és una ciutat i un municipi del Mali, capital del cercle de Koulikoro i de la segona regió de Mali anomenada també regió de Koulikoro.
La seva població en el cens de 2009 era de 43.174 habitants; el 1998 constava amb 28.670 habitants.

## Història
Fou al lloc de Koulikoro on va tenir lloc la gran batalla històrica, el 1235, entre Soumaoro Kanté, rei del regne de Sosso, i Sundjata Keïta, rei del Mandé, futur emperador del Mali. En el turó sagrat (Nianan Kulu) hauria desaparegut Soumaoro Kanté.
Koulikoro fou fundada al començament d'un segle no determinat per un bambara anomenat Dioba Diarra, que procedia de Faroko al cercle de Ségou, i es va instal·lar amb el seu germà inicialment a Kélé, a continuació a Kélan i Kayo abans d'instal·lar-se finalment al peu de la muntanya (« Koulo koro » en bambara). El que era al principi un simple llogaret va esdevenir un poble i més tard la capital del Meguetan, un principat bambara afiliat al regne bambara de Ségou.

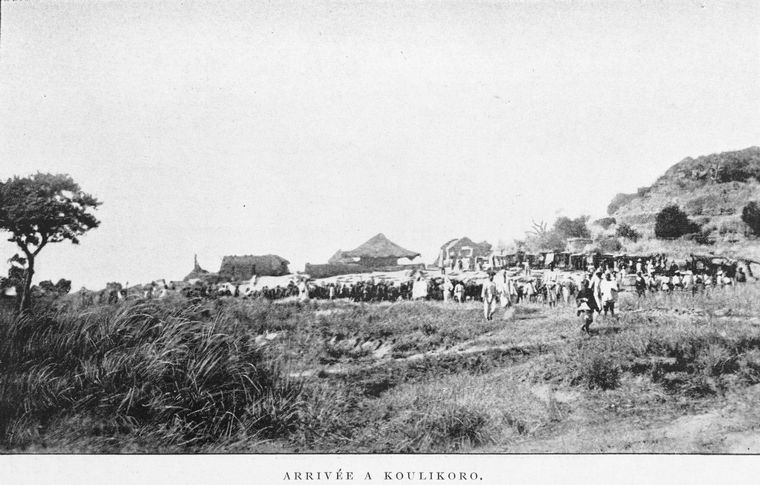
Arribada de la missió Hourst a Koulikoro

El 1884, el capità francès de Lanneau va signar un tractat de protectorat amb Ouodiou Diarra, cap de poble de Meguetan de Koulikoro. L'entitat administrativa de Koulikoro fou creada pels colonitzadors francesos l'any 1889 i fou erigida en cercle el 17 d'abril de 17 Quan el Sudan Francès era encara una colònia francesa, Koulikoro va esdevenir per la llei francesa del 18 de 18 de 18, un municipi d'exercici mitjà, dirigit per un alcalde, funcionari nomenat pel cap de territori, assistit d'un consell municipal elegit per un col·legi únic.
La llei del 2 de març de 1966 va donar un estatut comú a tots els municipis creats abans la independència del Mali l'any 1960. Un consell municipal elegit designa en el seu si a l'alcalde i al seu adjunt o adjunts (un o més d'un).
Koulikoro s'ha desenvolupat amb la línia del ferrocarril Dakar-Niger. El 10 de desembre de 1904, el primer tren entrava a l'estació de Koulikoro, terminus de la línia connectant la capital senegalesa al riu Níger.
El 1979, Koulikoro esdevingué la capital administrativa de la segona regió del Mali.
Des de 1980, l'Escola militar interarmes de Koulikoro fou instal·lada a Koulikoro.

## Economia i transport

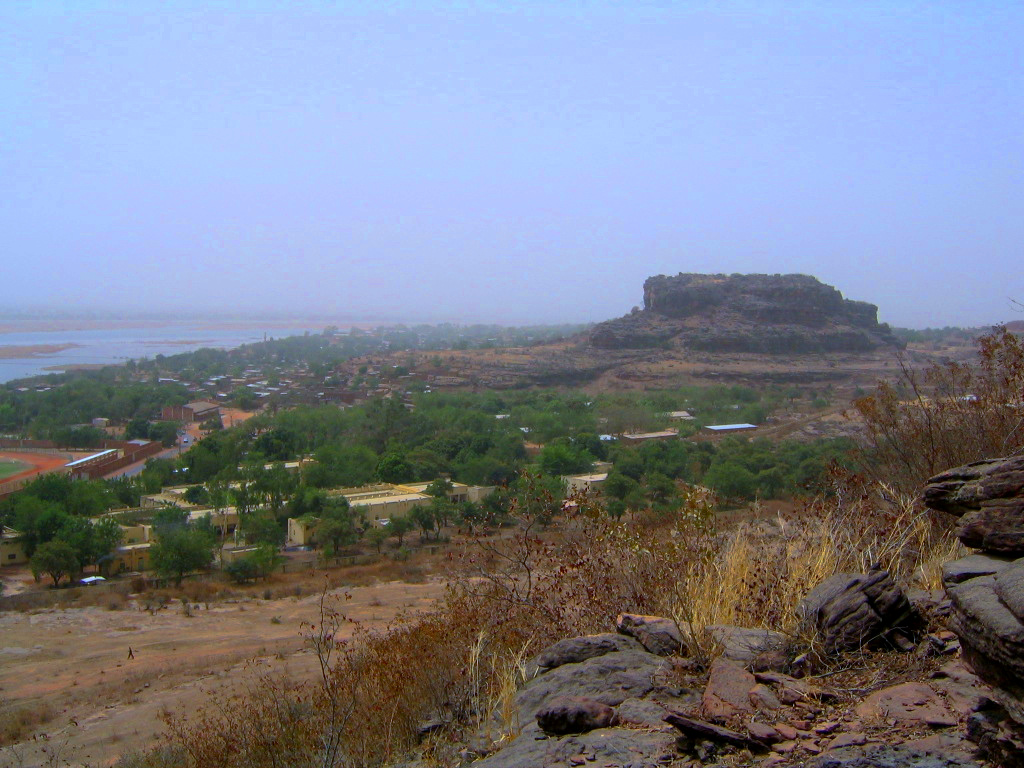

La ciutat de Koulikoro està força industrialitzada. És final de la línia del ferrocarril de Dakar al Niger. És un port important que permet la navegació fluvial per la Companyia maliana de navegació cap i des de Ségou, Mopti, Tombouctou i Gao entre agost i novembre, al final de l'estació de les pluges.
Diverses societats s'han instal·lat a Koulikoro :
- El Moli cotoner del Mali (HUICOMA)
- la Companyia maliana de Navegació (COMANAV)
- la Indústria de construcció naval (INACOM)
- els Grans molins del Mali (GMM)
- la fàbrica de totxos moderna del Mali
- la Cooperativa Djemanguèle, que produeix suc de fruites (Zeguené, Dah vermella, Goyave, etc.)

## Agermanaments
Koulikoro està agermanada amb:
- Quetigny (França)
- Bous (Sarre, Alemanya)